# Etrema carinata
Etrema carinata é uma espécie de gastrópode do gênero Etrema, pertencente à família Clathurellidae.